# As Infantas de Portugal/Aranjuez (Vieira Lusitano)
As Infantas de Portugal/Aranjuez é um conjunto de quatro pinturas a óleo de 1753 de Vieira Lusitano, mestre pintor português da transição do Barroco para o Rococó, constituido pelos retratos das quatro filhas de D. José I e de D. Maria Ana Vitória, e que integram actualmente as Colecções Reais de Espanha, estando duas delas no Palácio Real de Aranjuez, em Madrid.
O conjunto é formado pelos retratos das infantas D. Maria Francisca Isabel Josefa, D. Maria Ana Francisca Josefa, D. Maria Francisca Doroteia e D. Francisca Benedita. Na data em que se supõe tenham sido pintados os quatros quadros, as quatro princesas tinham de idade, respectivamente, 19, 17, 14 e 7 anos.
Estas pinturas foram provavelmente oferecidas pela rainha D. Maria Ana Vitória a sua mãe, Isabel Farnésio, como propõe o historiador da arte Juan J. Luna.
Existe uma outra série contemporânea desta também pintada por Vieira Lusitano, representando as mesmas princesas e que se encontra no Palácio Nacional de Queluz, havendo grande afinidade iconográfica entre as duas séries, o que permite datar a série do Palácio de Queluz também em cerca de 1753. A data de 1753 atesta, por outro lado, a continuidade de Vieira Lusitano como retratista da corte já no reinado de D. José I, estando estas pinturas relacionadas com o seu Estudo de traje e jóias para retrato áulico da mesma época.

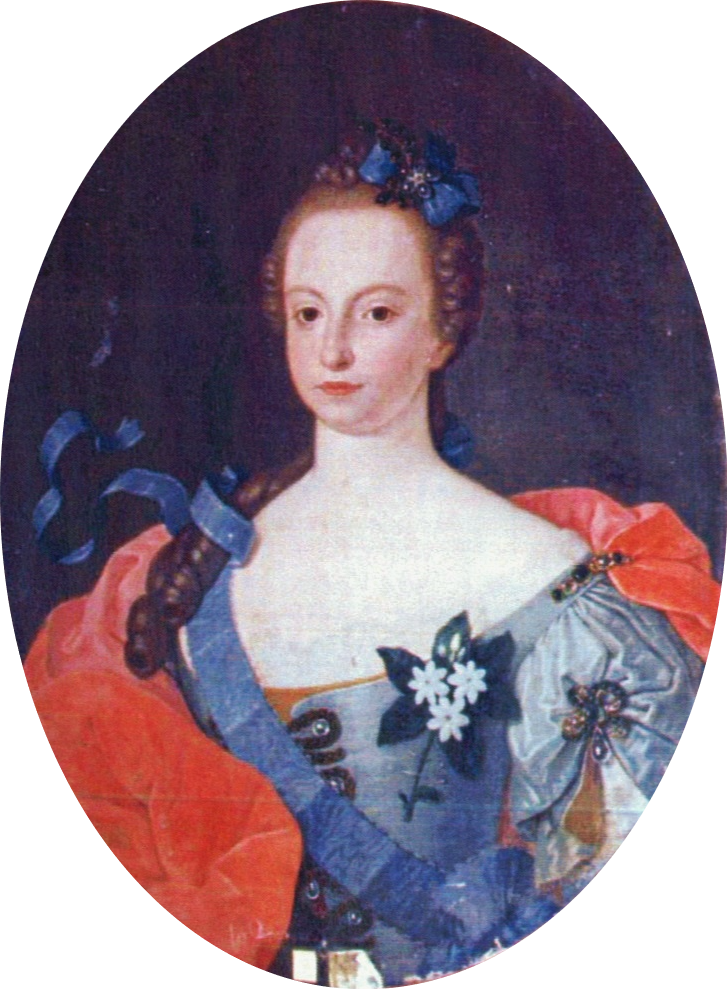
Retrato da Infanta D. Maria Ana Francisca Josefa (1753), Vieira Lusitano, no Palácio Real de Aranjuez

## Descrição
O Retrato de D. Maria Francisca de Bragança, princesa do Brasil, futura rainha D. Maria I (1777-1816), mostra a princesa retratada nos seus dezanove anos já com o manto real (azul de arminho),
indício do seu destino de rainha, toucado de flores e pérolas, e profusão de jóias. Ao fundo à esquerda um escudo com a medusa e uma lança, atributos de Minerva, o que remete para o pensamento elevado, a sagacidade e inteligência, a defesa das letras, das artes e da música.
O Retrato de D. Maria Ana de Bragança, tendo ela na época dezassete anos (1736-1813), é adornada com fita azul na cabeça formando laçadas.
No Retrato de D. Maria Francisca Doroteia de Bragança, tinha esta princesa então catorze anos (1739-1771), o traje é também de corte, sendo a única pintura da série que está assinada e datada.

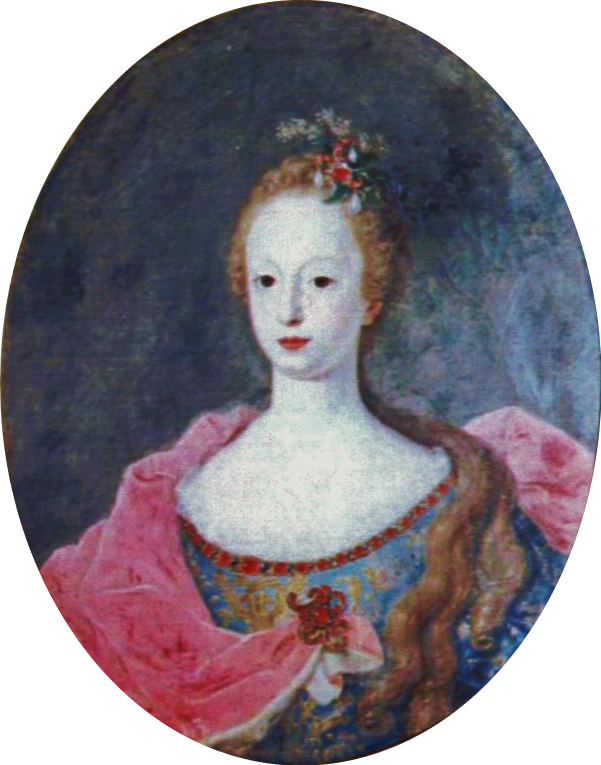
Retrato da Infanta D. Maria Francisca Doroteia (1753), de Vieira Lusitano, no Palácio Real de Aranjuez

O Retrato de D. Maria Benedita de Bragança é retrato de menina com apenas com sete anos (1746-1829), junto a uma mesa sobre a qual figura uma arca com jóias e tendo uma cortina do lado direito.
As quatro pinturas apresentam o mesmo formato oval, idênticas dimensões da tela, e uma uniformidade formal e estilística que lhes confere o estatuto de série, sendo essa talvez a razão porque só um dos Retratos, o de D. Maria Francisca Doroteia, esteja assinado e datado: «1753 F. Vieira Fa.»

## Apreciação
Juan J. Luna refere certas características comuns aos quatro retratos, como o esquema triangular em que se inscrevem as quatro figuras a meio-corpo, quebrado apenas pelos atributos que acompanham cada uma delas. Por outro lado, a uniformidade de atitudes, com a mesma colocação da cabeça, olhando em frente, e uma ligeira torção do tronco à esquerda. Além disso, em todas os retratos se nota uma execução depurada do desenho que realça os contornos, endurecendo de certa forma as expressões do rosto. Vieira preferiu claramente salientar o desenho face à expressividade da cor. Quanto à luz, disseminada com sobriedade, não realça os “valores escultóricos” das figuras, negando-lhes espectacularidade. As cores são predominantemente frias, sem transições bruscas, os fundos neutros, as superfícies planas, adensando-se apenas nalguns pormenores tratados com grande minúcia (flores, jóias, laçarias). No geral, as figuras respiram majestade, serenidade e graça, mas estão envoltas numa «[…] atmosfera de aristocrático distanciamento frente ao espectador […]».

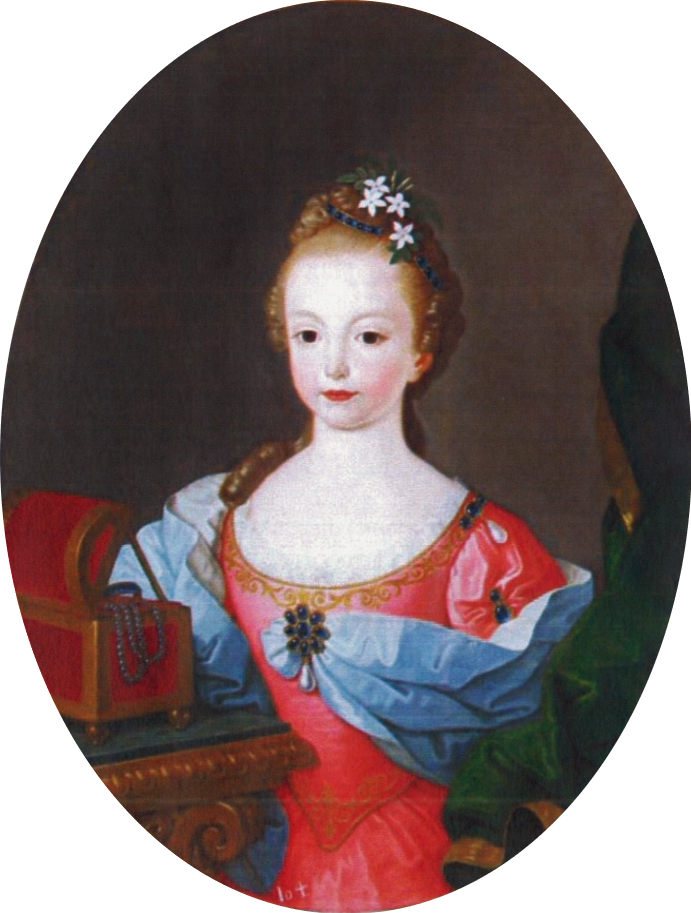
Retrato da Infanta D. Maria Benedita de Bragança (1753), de Vieira Lusitano, no Palácio Real de Aranjuez

Segundo Susana Gonçalves, falta-lhes, de facto, espontaneidade e viveza. As efígies são impessoais e algo estereotipadas. Esta desindividualização, própria dos rostos femininos associados a um determinado ideal de beleza, limitou seguramente as possibilidades do artista e prendeu-o a cânones estéticos. Ainda para J. Luna, «[…] falta a visão pessoal do artista, que transforma o natural que observa, dando-lhe vida própria […]». As princesas estão «[…] rigidamente retratadas dentro de uma solenidade documental que expressa com dureza o ambiente social em que se desenvolviam as suas existências […]».:407-409

## Ligação externa
- «Página oficial» (em espanhol). do Palácio Real de Aranjuez (Espanha)